# Borek (lom)
Lom Borek je zatopený lom u vsi Borek mezi Chotěboří a Golčovým Jeníkovem. Od druhé světové války až do roku 1992 se zde těžil serpentinit (hadec), což je hornina s vysokým obsahem hořčíku. Nyní je lom využíván pro potápění, které je zde na vlastní nebezpečí. Je zde zakázán koupání a rybolov. Lom má rozlohu asi 2 ha. Maximální hloubka díky přírodnímu pramenu každým rokem o pár centimetrů vzroste a nyní je kolem 30 metrů.[zdroj⁠?!]

## Borecká skalka
Na západním okraji lomu v nadmořské výšce 424 metrů. se nachází přírodní památka Borecká skalka se zbytkem suchomilné pastviny, s vystupujícím hadcovým podložím a s výskytem rostlinných druhů vázaných na tento specifický substrát. Vyskytují se zde chráněné suchomilné rostliny, a to kuřička jarní horská a sleziník černý hadcový.

## Potápěči
Lom je hlavně využíván pro potápěčské účely. Najde se zde hned několik atrakcí pro potápěče. V roce 2003 byl na dno umístěn kloubový autobus Ikarus a kromě skel a motoru v hlubině stojí v původním stavu. Mezi další zajímavé podvodní atrakce patří i odstrojený vrak auta značky Wartburg a ponorka Stejskanik, což je vlastně bývalá cisterna.
Mimo to jsou k vidění okouni, perlíni, kapři, štiky, sumci, candáti a raci.